# District de Rorschach
Pour les articles homonymes, voir Rorschach.
Le district de Rorschach était l'un des quatorze districts du canton de Saint-Gall.

## Communes
- Berg
- Eggersriet
- Goldach
- Mörschwil
- Rorschach
- Rorschacherberg
- Steinach
- Tübach
- Untereggen